# Scripta

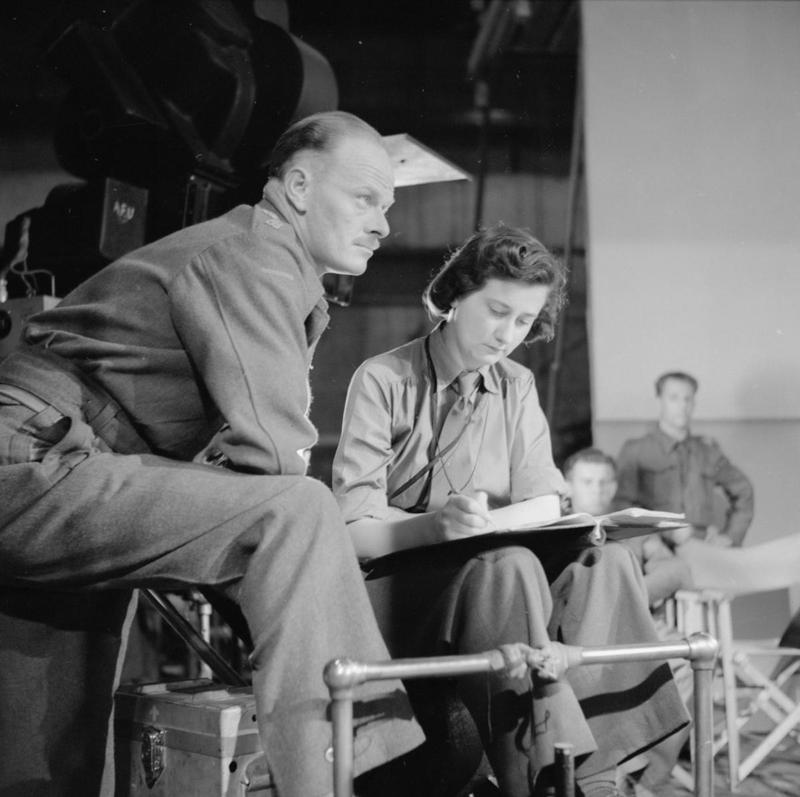
Regissör och scripta under arbetet med den brittiska filmen The People's Army.

Scripta (på engelska script supervisor eller continuity supervisor) är titeln på två yrkesgrupper inom film- och TV-produktion. Scriptor förekommer både vid dramaproduktion och TV-produktion, men trots att det heter samma sak är det två helt olika jobb.   

## Drama
Inom dramaproduktion jobbar scriptan med att säkerställa kontinuiteten. Det är en unik roll som samarbetar med alla avdelningar: regissören, inspelningsledaren, mask, kostym, scenografi med flera för att se till att allt "klaffar". 

### Förproduktion
Scriptans arbete börjar redan innan inspelningen med att scriptan "bryter ner" manuset under flera genomläsningar; det är inte ovanligt att en scripta läser manus 10 gånger eller mer innan inspelning. Första genomläsningen är ofta just bara en genomläsning för att lära känna historien. I nästa gör man en tidslinje och identifierar exempelvis hur många dagar (story days) historien utspelar sig över och försöker uppskatta ungefär vad klockan är i varje scen för att avgöra hur lång tid som passerar mellan scenerna. Ofta innebär nedbrytning av story days och klockslag två genomläsningar – en för att avgöra dagarna och en för att avgöra tiderna. Detta sammanställs i rapporter som skickas till produktionens olika avdelningsansvariga, så att de kan få en överblick över till exempel när ett klädbyte är rimligt, när en blåtira dyker upp och i vilken grad den ska ha läkt mellan olika scener med mera.  
Flera genomläsningar följer med syfte att bistå de olika produktionsavdelningarna och själv inte missa något viktigt. Även de olika avdelningarna gör egna nedbrytningar av manus, men alla följer den tidslinje som scriptan skapat. Beroende på filmens innehåll kan scriptan avgöra om det krävs specialrapporter för vissa saker, exempelvis gjorde Mary Cybulski en tidslinje över huvudkaraktärens språkliga utveckling i Thousand Pieces of Gold där karaktären börjar med att bara kunna tala mandarin för att några år senare tala flytande engelska. Till People I Know gjorde hon en tidslinje över hur påverkad Al Pacinos karaktär var av allehanda droger under de 36 timmar filmen utspelar sig.
Ofta gör scriptan även några genomläsningar för att tidsberäkna manuset för att försöka avgöra hur lång filmen kommer bli. Det görs genom att läsa varje scen med ett stoppur i handen och i vissa fall även agera ut det som händer på sidan; ett svårt och tidskrävande arbete.   

### Inspelning

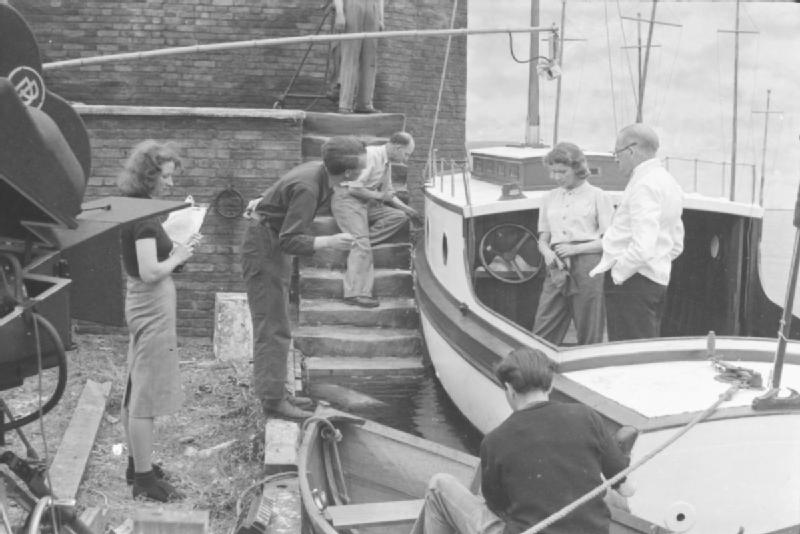
Scripta, längst till vänster, under inspelningen av filmen Channel Incident (1940).

Under inspelningen arbetar scriptan bredvid regissören och antecknar vad som händer under repetitioner för att memorera rörelsemönster med mera.  
För varje kameravinkel gör scriptan även olika sorters noteringar i manus för att indikera vad som syns i varje vinkel och skriver en beskrivning av bilden i en scriptarapport till klipparen, så att denna kan få bra översyn. I scriptarapporten indikeras även regissörens bedömningar av de olika tagningarna, vilken tagning som var bäst, om en tagning blev bruten, om det blev tekniska fel med fokus eller annat.  
Under och efter tagningar noterar scriptan om till exempel repliker ändras och antecknar det i sin rapport till klipparen och i manus, för att klipparen som får inspelningsrapporten och manuset på sitt bord inte ska bli förvirrad av att manus inte stämmer överens med vad som sägs i klippet. Om för stora ändringar sker, exempelvis skådespelarna improviserar i olika tagningar, brukar man inte skriva ner de exakta ändringarna utan nöja sig med att markera replikerna som ändrats och skriva ad lib. Scriptan övervakar även kontinuiteten i skådespelarnas "eyeline" (att de riktar blicken åt rätt håll, i rätt höjd etc) och att man inte gör så kallade "axelbrott" (bryter mot 180-gradersregeln på fel sätt) från en tagning till en annan. 
Scriptan kontrollerar även att kontinuiteten håller mellan olika tagningar och kamerainställningar, det görs i samarbete med representanter från de olika avdelningarna. Exempelvis tillser  en person från kostymavdelningen att skådespelarna har rätt kläder på sig för varje scen och att inget konstigt händer med kläderna under inspelningen. Om skådespelaren till exempel drar upp ärmarna på tröjan inför ett slagsmål, ser kostympersonalen till att kläderna återställs inför nästa tagning och att ärmarna ska vara uppdragna även i nästkommande scen när striden rör sig till en annan lokal. Det kräver mycket fotografier av allt som syns i bild och anteckningar om rörelsemönster. De tidigare vanliga polaroidkamerorna har numera ersatts av digitalkameror och många scriptor har en hårdvara som kopplas mellan monitor och dator och tillåter scriptan att ta screenshots. Övriga avdelningar jobbar numera ofta med kontinuitetsappar, som låter bilder kopplas till karaktärerna och scenerna de har varit med i.   

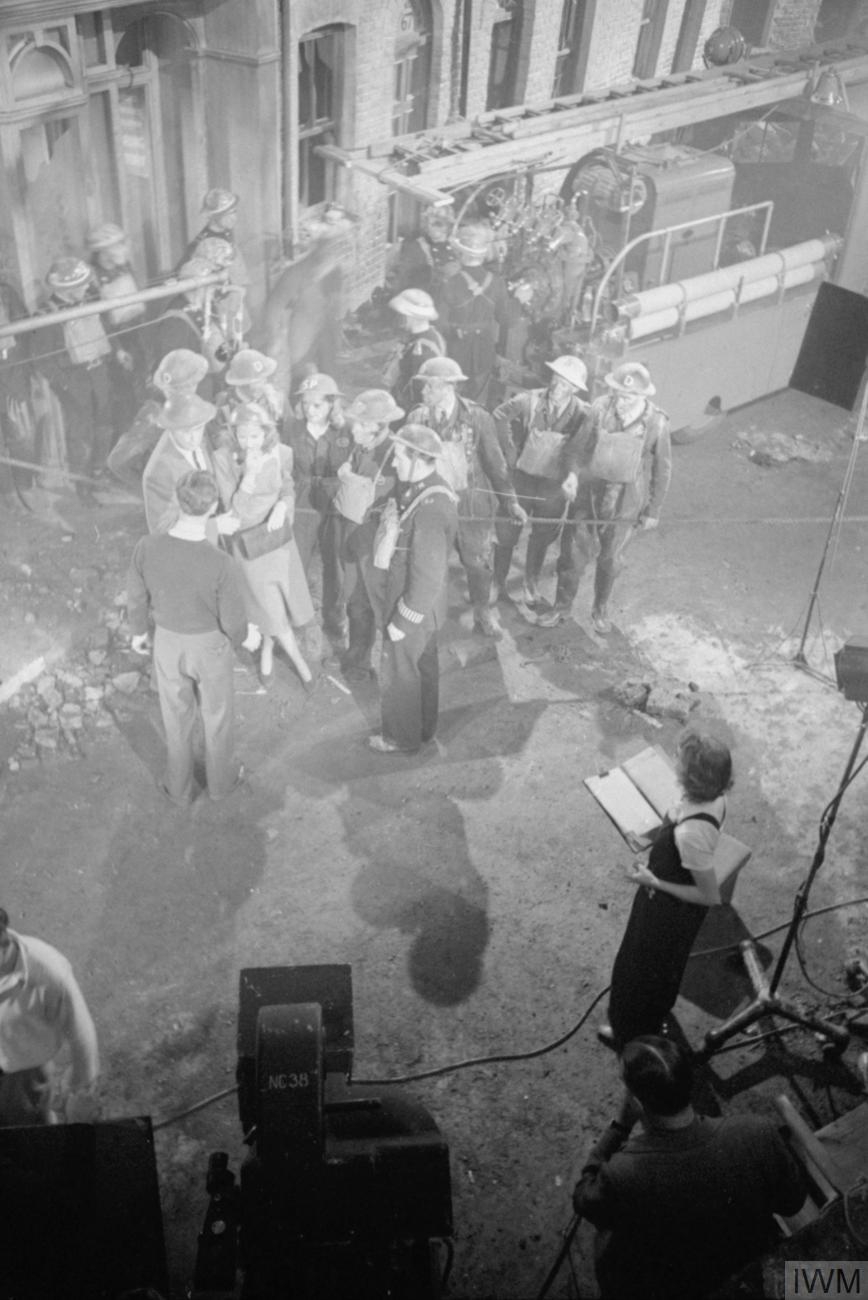
Scriptan, längst ner till höger, under inspelningen av filmen Unpublished Story 1941.

Scriptan lämnar efter avslutad inspelningsdag rapporter till olika produktionsavdelningarna. Kopior på scriptarapport och manusnoteringar skickas till klipparen tillsammans med det inspelade materialet och en dagsrapport skickas till produktionsledningen. Dagsrapporten innehåller information om när arbetsdagen började och slutade och om det blev övertid, hur många och vilka scener man spelade in, om det var något som inte hanns med, hur många kamerainställningar man hade, med mera.   
Efter inspelningens sista dag sammanställer scriptan manuset och alla scriptarapporter till en "bok" som lämnas till klipparen och produktionen eftersom alla anteckningar ska fortsätta användas till efterproduktionen.   

## TV-produktion
Inom TV-produktion är det scriptan som ansvarar för programmets körschema och ser till att allt händer i rätt tid i programmet och att programmet håller rätt längd och passar in på sin tidsslott i kanalen.       
Scriptan sitter i kontrollrummet och håller koll på tiden så att programmet håller rätt schema. Scriptan ansvarar för att livesändningar börjar och slutar på exakt rätt tid och att förinspelade program håller rätt längd. De tillser att alla inslag i programmet, såsom intervjuer, reportage, musikuppträdanden etc. visas på rätt tid och räknar ner till när nästa inslag ska börja.     

### Innan sändning/inspelning
Innan sändningen eller inspelningen arbetar scriptan med producenten som bestämmer vad programmet ska innehålla och med bildproducenten som bestämmer vilka kameravinklar som ska vara med. Scriptan gör sedan ett körschema över innehållet med tider för alla segment som ska utgöra programmet. 

### Vid sändning/inspelning
Vid sändning/inspelning sitter scriptan i kontrollrummet tillsammans med producent och bildproducent. Scriptan räknar ner till nästa inslag och gör omberäkningar ifall ett segment blir för långt eller för kort. Om en intervju exempelvis blir längre än planerat, så behöver resten av inslagens tider justeras för att se till att programmet når rätt längd. 
Scriptan talar direkt med programledarna via "talk-back" och meddelar hur länge det är kvar av en intervju eller hur länge det är kvar till nästa reklampaus samt när man är tillbaka från reklamen. 